# Torre de Pedra
Torre de Pedra est une municipalité brésilienne de l'État de São Paulo et la Microrégion de Tatuí.